# Souda, Zettai.
Souda, Zettai. è un brano musicale di Masami Okui scritto da Yabuki Toshiro e dalla stessa Okui, e pubblicato come singolo il 21 giugno 1997 dalla Starchild. Il singolo è arrivato alla quarantacinquesima posizione nella classifica settimanale Oricon dei singoli più venduti, vendendo 11 670 copie. Souda, Zettai. è stato utilizzato come sigla d'apertura della serie OAV Soreyuke! Uchuu Senkan Yamamoto Yohko.

## Tracce
CD singolo KIDA-153
1. Souda, Zettai. (そうだ、ぜったい。) - 4:34
2. Precious wing - 5:38
3. Souda, Zettai. (off vocal version) - 4:34
4. Precious wing (off vocal version) - 5:38

Durata totale: 20:24

## Classifiche
| Classifica (1997)                        | Posizione più alta |
| ---------------------------------------- | ------------------ |
| Giappone (Classifica settimanale Oricon) | 45                 |